# Conflans-Sainte-Honorine
Conflans-Sainte-Honorine è un comune francese di 35 802 abitanti situato nel dipartimento degli Yvelines nella regione dell'Île-de-France.

## Società

### Evoluzione demografica
Abitanti censiti